# Tweng
Tweng – gmina w Austrii, w kraju związkowym Salzburg, w powiecie Tamsweg. Według Austriackiego Urzędu Statystycznego liczyła 283 mieszkańców (1 stycznia 2015).